# Pandemia de COVID-19 en Chile
El primer caso de la pandemia de COVID-19 en Chile se confirmó el 3 de marzo de 2020, cuando un médico de 33 años —de la comuna de San Javier (Región del Maule) y pasajero de un vuelo procedente de Singapur— fue internado en el Hospital Regional de Talca. A partir de este primer caso comprobado, el brote epidémico se expandió hasta alcanzar las dieciséis regiones del país. Para abril de 2020, Chile es el país que más test PCR realiza por millón de habitantes en América Latina.
El 18 de marzo de 2020 el presidente Sebastián Piñera decretó el «estado [de excepción constitucional] de catástrofe» en todo el territorio nacional por 90 días. Posteriormente, dicho estado ha sido prorrogado a 180, 270, 360, 469 y 559 días. El estado de excepción duró hasta el 30 de septiembre de 2021.
Por otra parte, generó polémica la declaración del ministro de Salud, Jaime Mañalich, quien afirmó la contabilización de los muertos por la pandemia como recuperados y la exclusión de los asintomáticos del recuento de los contagiados. Ambos datos fueron posteriormente corregidos o ampliados. Luego, un informe publicado por Ciper indicó que el Minsal reportaba a la OMS un mayor número de fallecidos que la informada en Chile; sin embargo, desde el ministerio explicaron que tal diferencia se debía a que el reporte había incluido a casos sospechosos y probables. Como consecuencia de lo anterior, el ministro Mañalich renunció a su cargo y fue reemplazado por Enrique Paris.
El 31 de agosto de 2023, el Ministerio de Salud informó el fin de la alerta sanitaria por Covid-19. A partir de septiembre, las cifras oficiales por la situación nacional de Covid-19 en Chile se entregan de forma semanal y no a diario. Según la actualización epidemiológica semanal de COVID-19 (semana epidemiológica 51 de 2023), hasta el 23 de diciembre de 2023, el país reporta un acumulado de 5.330.856 casos confirmados por COVID-19 (con un promedio de 294 casos diarios) y de 62.249 defunciones incluyendo confirmados, sospechosos y probables.
El 23 de diciembre de 2023 se cuenta con un total de 269 camas ocupadas por pacientes Covid19, distribuidas en básicas, media, UTI y UCI. A nivel país, durante la SE 51, se informa un total de 7 nuevas admisiones a unidades de cuidados intensivos (UCI), disminuyendo con respecto a la SE 50, donde ingresaron 16 pacientes. Las nuevas admisiones a UCI se presentan en las regiones de Atacama, Metropolitana y Maule.

## Antecedentes
Teniendo como antecedentes los brotes epidémicos en China y Europa, el gobierno de Chile implementó en febrero de 2020 —antes de que la OMS oficialmente declarara pandemia el 11 de marzo siguiente— una serie de medidas para preparar a la nación ante el caso eventual de que el virus llegase al país. El 7 de febrero, el Ministerio de Salud (Minsal) decretó una «Alerta Sanitaria», que había sido validada por la Contraloría General de la República el día anterior. Otros organismos gubernamentales comenzaron con medidas preventivas a partir de ese día, como la Subsecretaría de Relaciones Económicas Internacionales de Chile (Subrei), que coordinó una mesa público-privada con el fin de establecer los lineamientos a seguir en materia de comercio internacional chileno durante la pandemia.

## Cronología

### Inicio de la pandemia (marzo y abril de 2020)
La pandemia de enfermedad por coronavirus de 2020 en Chile está en curso. Desde el 3 de marzo, cuando se confirmó el primer caso positivo de COVID-19 en el país, se ha producido una serie de sucesos y medidas, tales como las planificaciones sanitarias y sociales, y la implementación del instrumental necesario con el fin de evitar, contener o reducir su secuela en todos los ámbitos a nivel país.
Durante el brote en Chile, muchos eventos programados han sufrido la suspensión indefinida, la postergación no del todo definida, la disminución en su intensidad o incluso un cambio de paradigma (teleducación, telemedicina y teletrabajo).

### Primera gran ola (mediados de 2020)
Los casos nuevos confirmados fueron gradualmente aumentando en los meses posteriores a su detección, hasta llegar a más de 1000 casos nuevos diarios por primera vez el día 2 de mayo de 2020. Aquella semana marcó el inicio de la primera gran ola de la pandemia, con importantes incrementos en este indicador durante los meses de mayo y junio de 2020, teniendo su pico más alto de contagios diarios el día 14 de junio, con 6938 casos nuevos, y el pico más alto de muertes diarias un día antes, el 13 de junio, con un ratio de 195 pacientes fenecidos ese día. La situación se mantuvo crítica hasta mediados de julio de 2020, cuando los contagios nuevos disminuyeron lo suficiente y se estabilizaron en el tramo de 1500 a 2000 casos por día, y las muertes diarias pudieron bajar por primera vez de las 50 el día 8 de agosto, y estabilizarse en torno a las 40 muertes diarias hasta el fin de ese año. Esta primera ola tuvo su foco principalmente en la capital chilena, a diferencia de la segunda ola. La situación crítica de esta primera ola contribuyó al cambio de mando del primer ministro de salud.

### Segunda gran ola (mediados de 2021)
Los contagios se mantuvieron relativamente estables hasta el día 18 de diciembre, cuando se volvió a romper la barrera de los 2000 casos nuevos diarios, punto desde el cual dicho indicador no ha vuelto a bajar. Esta segunda ola de la pandemia se puede dividir en dos etapas. En su etapa inicial el incremento, primeramente de los contagios diarios, y luego de las muertes diarias, tiene un correlato con las fiestas de fin de año y la posterior etapa veraniega de vacaciones. A diferencia de la primera ola, los grandes incrementos de esta segunda ola se produjeron de manera resaltante en regiones. En este primer momento de la segunda ola se observa un tope de contagios hacia el día 9 de enero de 2021, con 4956 casos nuevos diarios, y de muertes diarias hacia el día 1 de febrero, con 101 fallecidos.
Coincidentemente, este primer momento de la segunda ola empezaba a decaer hacia fines de febrero de 2021, como efecto del inicio del proceso vacunatorio masivo a nivel nacional, el cual en términos numéricos de cobertura fue reseñado internacionalmente. No obstante, de marzo en adelante el proceso entró en una nueva espiral de incremento de contagios, que se aceleró hasta romper con el máximo histórico de la pandemia, y marcó así un segundo instante dentro de esta segunda gran ola. El día 9 de abril se llegó a la de 9171 casos nuevos diarios, mientras, el día 13 abril se llegó al tope de 141 defunciones diarias. Ante tal escenario la entidad nacional de salud puso en plan un confinamiento generalizado que puso en cuarentena a la mayoría de las comunas del país, y en conjunto con un efectivo plan de vacunación, se vio un retroceso consistente de esta segunda ola hacia mediados de julio, momento en que nuevamente los contagios retrocedieron por debajo de los 2000 nuevos casos diarios reportados, y por debajo de 1000 a partir de mediados de agosto.

### Tercera gran ola (2022)
La tercera gran ola se produce con la llegada a Chile de la variante ómicron, que produjo un aumento radical de los contagios entre los meses de enero, febrero y marzo de 2022, decayendo paulatinamente el número de contagios en el resto de ese año. El 11 de febrero de 2022, el Ministerio de Salud reportó la cifra más alta de casos nuevos en 24 horas: 38,446 casos nuevos confirmados (41,651 casos nuevos si consideramos el aumento de casos totales con el día anterior).

## Estadísticas

### Casos por regiones

#### Datos probables
- Actualizado el 31 de agosto de 2023, con datos hasta las 21:00 horas del día anterior.[37][38]

| Regiones                                          | Población (2020) | Casos probables acumulados | Casos activos probables |
| ------------------------------------------------- | ---------------- | -------------------------- | ----------------------- |
| Arica y Parinacota}} Región de Arica y Parinacota | 259 802          | 3 436                      | 0                       |
| Región de Tarapacá                                | 401 588          | 10 388                     | 0                       |
| Región de Antofagasta                             | 714 142          | 6 816                      | 0                       |
| Región de Atacama                                 | 319 048          | 1 741                      | 0                       |
| Región de Coquimbo                                | 869 103          | 9 400                      | 0                       |
| Región de Valparaíso                              | 2 010 849        | 50 211                     | 0                       |
| Región Metropolitana de Santiago                  | 8 367 790        | 161 596                    | 0                       |
| Región de O'Higgins                               | 1 017 701        | 14 805                     | 0                       |
| Región del Maule                                  | 1 162 641        | 10 633                     | 0                       |
| Región de Ñuble                                   | 519 437          | 10 178                     | 0                       |
| Región del Biobío                                 | 1 681 430        | 35 885                     | 0                       |
| Región de La Araucanía                            | 1 028 201        | 11 307                     | 0                       |
| Región de Los Ríos                                | 411 205          | 6 033                      | 0                       |
| Región de Los Lagos                               | 907 429          | 16 321                     | 0                       |
| Región de Aysén                                   | 108 306          | 1 794                      | 0                       |
| Región de Magallanes                              | 182 217          | 3 288                      | 0                       |
| Desconocida                                       | -                | 0                          | 0                       |
| Total: 16 regiones                                | 19 960 889       | 353 832                    | 0                       |

Notas:

## Medidas sanitarias
El 15 de marzo el presidente Sebastián Piñera anunció las siguientes medidas, preventivas y reactivas, ante casos confirmados o por confirmar de coronavirus en el país:

A. Educación
1. Aislamiento de 14 días para cualquier miembro de una comunidad educativa que tenga un familiar directo con contagio confirmado.

2. Suspensión de clases por 14 días del curso completo cuando un estudiante tenga contagio confirmado.

3. Suspensión de clases por 14 días del establecimiento educacional completo en caso de existir dos o más casos de estudiantes con contagio confirmado. Estas medidas podrán modificarse o extenderse a territorios específicos, como comunas y regiones, según sea necesario.

4. Para promover la continuidad del proceso educativo estamos impulsando tecnologías de teleducación o educación remota, a través de una plataforma online que estará disponible para todos los estudiantes del país a través del Ministerio de Educación.

5. Adicionalmente la JUNAEB ofrecerá servicios alternativos de alimentación para los estudiantes afectados y que lo requieran.

B. Salud
1. Tendrán derecho a licencias médicas los trabajadores que hayan tenido contactos estrechos comprobados con casos confirmados de COVID-19 y otros calificados que deban asumir cuarentenas obligatorias.

2. Tenemos la capacidad para realizar el examen de diagnóstico de CoronaVirus a quienes lo requieran, el que será gratuito para todos los beneficiarios de Fonasa que lo realicen en la Red Pública.

3. Hemos fortalecido la capacidad hospitalaria. Actualmente tenemos 38.000 camas, las que hemos incrementado en 1.732 camas. Adicionalmente, y con el apoyo de las Fuerzas Armadas, dispondremos de un hospital de campaña, 6 puestos de atención médica (PAME) y los servicios del Buque Hospital Sargento Aldea.

4. Crearemos un fondo de 220 mil millones de pesos para financiar la compra de insumos y equipamientos necesarios.

5. El fortalecimiento de la operación de los hospitales y de laboratorios de diagnóstico.

6. La extensión de los horarios de atención, la habilitación de camas adicionales, los hospitales de construcción acelerada, los hospitales de las Fuerzas Armadas y otras necesidades.

C. Eventos masivos

1. Siguiendo las recomendaciones de la OMS, desde este lunes estarán prohibidos todos los eventos públicos con más de 50 personas en todo el país.

D. Control de fronteras
1. Para evitar la importación y propagación de este virus y proteger la salud de los chilenos, hemos decidido que todas las personas provenientes de países calificados de Alto Riesgo por la Organización Mundial de la Salud, tendrán que estar en una cuarentena de 14 días al ingresar al país. Estas medidas no afectan a aquellos que sólo hayan pasado por los aeropuertos de dichos países ni a las tripulaciones de vuelos.

2. Además, estamos implementando un mayor control sanitario en todas nuestras fronteras terrestres. Junto con la Declaración Jurada, estableceremos Aduanas Sanitarias a través de un Examen Médico para diagnosticar el estado de salud y en base a este, permitir o denegar su ingreso al país.

E. Abastecimiento
Para garantizar el normal abastecimiento de los chilenos, continuaremos tomando todas las medidas que sean necesarias.

F. Transporte
Nuestro transporte público seguirá funcionando normalmente para asegurar el desplazamiento de los chilenos, pero con mayores medidas de sanidad, a través de la desinfección periódica del metro, los buses del transporte público urbano y los trenes de pasajeros.

G. Medidas adicionales
1. He dictado un Instructivo Presidencial con diversas medidas para proteger a los trabajadores del Sector Público, entre las que destacan las siguientes:
- Todos los funcionarios públicos mayores de 75 años o que sean parte de un grupo de riesgo, podrán desarrollar sus labores desde su hogar.
- Los Jefes de Servicio de la administración del Estado, podrán establecer medidas especiales para adoptar horarios laborales flexibles y fomentar el teletrabajo.
- Se realizarán solamente las ceremonias, eventos o actos públicos que sean necesarios y con una participación máxima de 100 personas.
- Restringir los viajes al extranjero de funcionarios públicos a aquellos que sean imprescindibles.

2. Extenderemos por un año la vigencia de las cédulas de identidad,para evitar que las personas deban acudir a las oficinas del Registro Civil y se facilitarán los trámites online.
3. Pondremos urgencia máxima al Proyecto de Ley de Teletrabajo para el sector privado, lo que contribuirá a proteger la salud de los trabajadores.
4. Estamos en permanente coordinación con los países de Prosur yen los próximos días sostendremos una video conferencia con los Presidentes de Prosur, para fortalecer la colaboración en nuestra región.
5. De acuerdo a la Constitución, he designado al Ministro de Salud como Coordinador Interministerial del Plan para Proteger a los Chilenos del Coronavirus.

### Confinamientos
Se ha declarado confinamiento total en varias comunas del país con alta tasa de contagios —están eximidas las personas vinculadas a los servicios básicos, de emergencias, de salud y públicos—.
El 19 de julio el Gobierno de Chile anunció por cadena nacional el plan de desconfinamiento llamado «Paso a Paso», que procura una gradualidad en los términos de las cuarentenas en las distintas zonas del país donde se ha decretado esta medida a fin de evitar rebrotes. El plan consta de cinco pasos:
- 1. Cuarentena: Confinamiento total. Solo se permiten negocios esenciales. Permisos temporales de salida de la Comisaría Virtual de Carabineros de Chile
- 2. Transición: Se puede salir de lunes a viernes. Se mantiene el confinamiento los sábados, domingos y festivos. No es posible ir a un lugar en cuarentena. Se permite la apertura del comercio e ir a trabajar, siempre y cuando los lugares de origen o destino no se encuentren en una zona en cuarentena. Se pueden realizar actividades deportivas al aire libre de máximo diez personas, sin público. No se permiten actividades deportivas en espacios cerrados. Se permiten reuniones en espacios cerrados de máximo cinco personas (además de las personas que vivan en el lugar donde estén) y en espacios abiertos de diez personas. Se permiten salidas y visitas significativas a centros Sename hasta tres veces por semana.
- 3. Preparación: Se puede salir todos los días de la semana, aunque no es posible ir a un lugar en cuarentena. Todo lo del punto anterior, sumado a que se pueden realizar actividades deportivas en espacios cerrados con máximo cinco personas (excepto gimnasios), y en espacios abiertos de 25 personas, sin público. Se permiten reuniones y eventos de máximo 25 personas en espacios cerrados y 50 personas en espacios abiertos. Pueden funcionar aquellos restaurantes, cafeterías y similares que cuenten con espacios abiertos (terrazas, etc) con una distancia de dos metros entre mesas o al 25 % de su capacidad. Se permiten salidas y visitas significativas a centros Sename hasta cinco veces por semana.
- 4. Apertura inicial. Todo lo anterior, sumado a que se pueden realizar actividades deportivas en espacios cerrados con máximo diez personas (excepto gimnasios). Pueden funcionar restaurantes, cafeterías y lugares similares con distancia de dos metros entre mesas o al 50 % de su capacidad máxima. Pueden funcionar cines, teatros y lugares similares con el 25 % de su capacidad máxima. Pubs, discotecas y similares deben mantenerse cerrados. Pueden volver las clases presenciales. Se permiten visitas y salidas a centros Sename bajo autorización y supervisión.
- 5. Apertura avanzada. Todo lo anterior. Se incrementa el porcentaje de capacidad de cines, restaurantes, cafeterías, teatros y lugares similares al 75 %. Pueden abrir pubs, discotecas, gimnasios y similares con hasta el 50 % de su capacidad. Se permiten reuniones y eventos de máximo 150 personas. Se permiten actividades deportivas con hasta el 50 % del público, incluidos los gimnasios. Se pueden hacer visitas y salidas de centros Sename y Eleam.

Desde el 25 de julio se ha permitido a los mayores de 75 años salir de sus casas en días y horarios determinados entre los pasos 1 y 4 (lo que estaba prohibido a nivel nacional desde mayo), dependiendo de la etapa en la que se encuentre el sector. Desde el 18 de agosto se ha ampliado a las personas menores de 18 años que se encuentren en sectores en cuarentena.
Además de las cuarentenas y cordones sanitarios establecidos a lo largo del país, el Ministerio de Salud de Chile (Minsal) dispuso una serie de medidas preventivas, como las «aduanas sanitarias» en puntos estratégicos —fronteras regionales y provinciales, donde se realizan tomas de temperatura y otros controles de salud preventivos—, para evitar el desplazamiento de contagiados dentro del país. Asimismo, se dispuso de la creación de «residencias sanitarias», algunas de ellas en hoteles sanitarios puestos a disposición mientras dure la cuarentena. Las autoridades gubernamentales de manera transversal, comenzaron a realizar reuniones por videoconferencia para evitar el contacto personal y la aglomeración de personas. Asimismo, el Congreso Nacional comenzó a sesionar algunas de sus actividades bajo la misma modalidad, al igual que el Poder Judicial. El Ministerio de Educación decretó la suspensión de clases presenciales dentro de todo el sistema educativo chileno que reemplazó por modelos de educación en línea para que todos los alumnos permanezcan en casa.
Desde el 28 de septiembre de 2020 están permitidos los traslados libres entre regiones de las personas que se encuentren en los pasos 3, 4, 5.
El 30 de septiembre de 2021 finalizó la última entensión del Estado de Catástrofe que permite las restricciones a la movilidad, por lo que el plan "Paso a Paso" ha sido modificado para enfocarse en el control de aforos en los distintos espacios.

### Fuerzas Armadas y de Orden
A nivel de fuerzas armadas y de orden, el Comando de Salud del Ejército de Chile (Cosale) dispuso de hospitales de campaña para evitar el colapso del sistema de salud nacional, además del despliegue del Comando de Operaciones Especiales del Ejército (denominados «Boinas Negras») para apoyar en la fiscalización y vigilancia de los espacios públicos.
Por su parte, Carabineros de Chile adaptó su Comisaría Virtual para la obtención de permisos y salvoconductos para transitar durante la cuarentena, evitando así que los ciudadanos recurran a las dependencias físicas a realizar dichos trámites. La Armada de Chile se encargó de fiscalizar la prohibición de habitar en las segundas viviendas ubicadas en ciudades costeras o en balnearios, a fin de evitar el desplazamiento de las personas. La Fuerza Aérea de Chile se encargó de facilitar el transporte aéreo de pacientes críticos, personal de salud y carga médica durante la pandemia.

### Toque de queda
El 22 de marzo de 2020 el ministro de Salud Jaime Mañalich, por orden del presidente Piñera y en virtud del estado de excepción constitucional por catástrofe, anunció un toque de queda para restringir el movimiento de personas a partir de dicho día —entre las 22:00 y las 05:00 horas— en todo el territorio nacional, sin un plazo de término y manteniendo operativas las líneas de abastecimientos, área de salud y emergencias.
El 24 de marzo de 2020 se anunció el horario del toque de queda para la Isla de Pascua —desde las 14:00 hasta las 05:00 horas— luego de que se confirmara el primer caso de COVID-19 en la isla. Después de casi cinco meses, desde el 21 de agosto de 2020 el toque de queda retrasó su hora de inicio a las 23:00 horas en todo el territorio nacional, salvo la Isla de Pascua y el Archipiélago de Juan Fernández. A partir del 2 de octubre de 2020, el toque de queda se adelantó a las 20:00 horas en la Región de Magallanes. El 5 de noviembre de 2020 el toque de queda se retrasó a las 00:00 horas excepto en Puerto Montt y la Región de Magallanes donde se inició a las 20:00 horas. A partir del 21 de noviembre de 2020, se adelantó a esa misma hora el toque de queda en todo el Gran Concepción.
El toque de queda sufriría cambios de horarios variables durante 2020 y 2021, pero se mantendría hasta el 30 de septiembre de 2021, con el fin del estado de excepción constitucional.

### Reformas constitucionales
La Constitución de 1980 se debió reformular cinco veces durante la pandemia para la atribución de poderes excepcionales para hacer frente a esta, en los cuales se incluye:
- Ley 21221, del 27 de marzo de 2020, que modifica la fecha de convocatoria a plebiscito del proceso para elaborar una nueva constitución, extiende el periodo alcaldicio, modifica la fecha de convocatoria a elecciones primarias municipales y municipales, autoriza el uso del voto telemático para votaciones del Congreso Nacional de Chile debido a la pandemia de enfermedad por coronavirus de 2019-2020.[65][66]
- Ley 21237, del 30 de mayo de 2020, que establece disposiciones transitorias para que el congreso pueda funcionar parcial o totalmente telemáticamente, además de modificar la cuenta pública del año 2020 al día 31 de julio, en el marco de la pandemia de enfermedad por coronavirus de 2019-2020.[67][68]
- Ley 21248, del 30 de julio de 2020, que modifica el sistema de AFP autorizando el retiro del 10 % del saldo de las cuentas individuales, con un monto máximo de 150 unidades de fomento (UF) y un mínimo de 35 UF o en caso de menos de 35 UF, la totalidad de los fondos, como medida ante la recesión económica debido a la pandemia de enfermedad por coronavirus de 2019-2020 hasta el 30 de julio de 2021.[69][70]
- Ley 21253, del 20 de agosto de 2020, que faculta al Banco Central a comprar por un período determinado y vender, instrumentos de deuda emitidos por el Fisco de Chile en el mercado secundario, ante situaciones especiales.[71]
- Ley 21257, del 27 de agosto de 2020, que faculta al Servicio Electoral poderes especiales hasta 2021 en cuanto a horarios especiales para votar, el horario del funcionamiento electoral, el aforo máximo y el número de vocales y apoderados máximos en el contexto de la pandemia de enfermedad por coronavirus de 2019-2020.[72][73]

### Proceso de vacunación

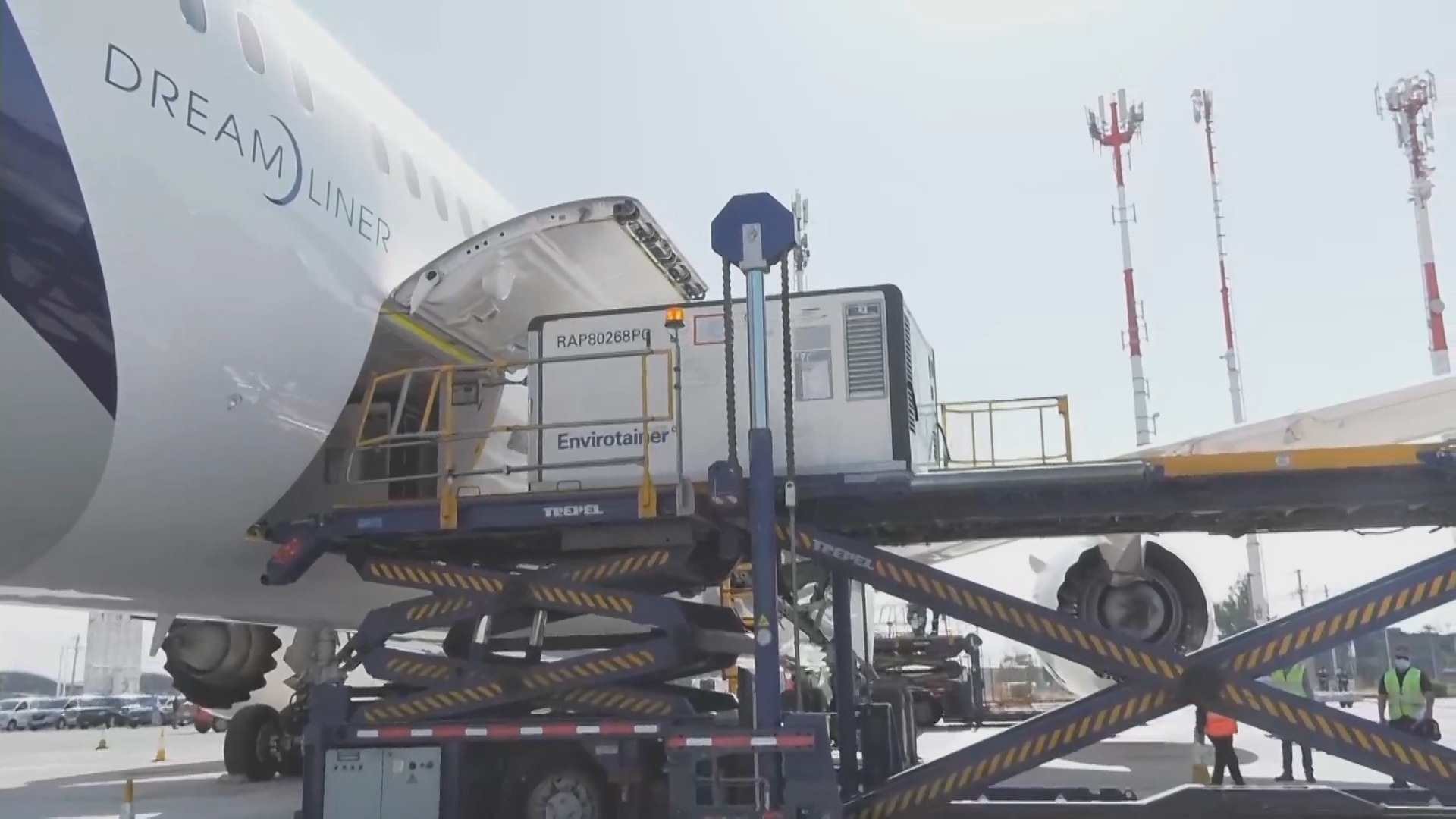
Llegada a Chile de vacuna de Sinovac

El 16 de diciembre de 2020, el presidente Sebastián Piñera anunció en cadena nacional la llegada a Chile antes de que finalice el año de las primeras 20 000 dosis de la vacuna contra la COVID-19, fabricada en conjunto por los laboratorios estadounidense y alemán Pfizer y BioNTech, cuya distribución será gratuita y voluntaria. El Instituto de Salud Pública de Chile (ISP) autorizó, de forma unánime en una comisión de expertos, la colocación de dicha vacuna solo para mayores de 16 años. Adicionalmente, según un reporte estadístico de The New York Times de diciembre de 2020, Chile está entre los diez países del mundo que han preordenado la mayor cantidad de dosis de la vacuna en relación con el porcentaje total de su población.
El primer chileno en recibir la vacuna contra el virus fue el periodista Pablo Mura Rodríguez, quien se inoculó en Moscú el martes 8 de diciembre de 2020 con la vacuna rusa Sputnik V. El 29 de abril de 2021 Chile se transformó en el segundo país del mundo con más personas vacunadas con el plan completo de inmunización, con un 32% de la población, es decir 6,4 millones de personas, siendo superado únicamente por Israel, con un 58% de la población, mientras que un total de 8 millones (41,2%) contaban con al menos una de las dos vacunas del plan completo de vacunación establecido por el Gobierno, principalmente con el uso de CoronaVac y Pfizer.
Para el 9 de agosto de 2021 el país logró vacunar al 80% de su población logrando así la ansiada inmunidad de rebaño, siendo el primer país de América en lograrlo.

#### Gráficos
Vacunación acumulada 
 Vacunación diaria 

## Medidas económicas
El 19 de marzo de 2020 el presidente Piñera anunció un plan económico que hará uso del 2 % constitucional y contempla 11 750 millones de dólares. Esto equivale al 4,7 % del PIB de Chile del año anterior. El objetivo es resguardar la cadena de producción y distribución de bienes y servicios esenciales, proteger el empleo e impulsar la economía. Es el plan más cuantioso en la historia de Chile, incluso superior al usado para la emergencia del terremoto del 27 de febrero de 2010.
En mayo de 2020 el Congreso Nacional de Chile aprobó la ley que estipula el Ingreso Familiar de Emergencia. El monto, que depende de las características socioeconómicas, se fijó en un máximo por persona de CLP$ 65 000 para el primer mes, CLP$ 55 000 para el segundo mes y CLP$ 45 000 para el tercer mes.
El 22 de mayo de 2020 se inició el plan «Alimentos para Chile» que proyecta entregar 2,5 millones de canastas de alimentos y productos de higiene a familias vulnerables y de clase media que se encuentren en cuarentena, donde para asegurar la transparencia del proceso, serían adquiridos mediante el sistema de licitación de ChileCompra. Esta acción no ha estado exenta de polémica, toda vez que, debido a acusaciones de lentitud en la distribución de estas cajas, ha habido protestas en comunas de la capital.
El 24 de julio de 2020, por iniciativa de un proyecto de ley del Congreso Nacional, fue promulgada la ley que permite a los cotizantes retirar voluntariamente el 10 % de los fondos de ahorro individual desde las administradoras de fondos de pensiones de Chile (AFP) para cubrir los gastos producidos por la cuarentena.

## Consecuencias

### Ciencia
A fines de marzo e inicios de abril, se desarrolló un trabajo cooperativo entre el Ministerio de Ciencia, Tecnología, Conocimiento e Innovación de Chile (MinCTCI) y sus servicios ministeriales regionales (SEREMIs), el Ministerio de Salud de Chile (Minsal) y 17 laboratorios universitarios distribuidos en doce regiones del país para montar una red de laboratorios universitarios dedicados a la investigación del COVID-19.
Con los primeros casos detectados en el país, 1600 investigadores y centros científicos nacionales publicaron el 21 de marzo de 2020 una carta en la que solicitaron una cuarentena a nivel nacional y la creación de un «Comité Técnico Científico» liderado por el MinCTCI, que incorporara a los investigadores nacionales y que presentara la transparencia total de los datos de la cantidad de afectados por el virus en Chile. Al día siguiente, y de la reunión del ministro de Ciencia, Tecnología, Conocimiento e Innovación Andrés Couve con directores y presidentes de centros de investigación, representantes del ministerio de Salud, alcaldes y universidades, surgió la creación de una «Mesa Social COVID-19». Sin embargo, ante la demanda de mayor cantidad de información y números sobre la situación real del virus, se creó en paralelo la «Mesa de Datos COVID-19», que tiene como función «disponer [de] la información epidemiológica de nuestro país para promover el uso de datos para investigación científica, clínica y para soluciones innovadoras que contribuyan a la toma de decisiones de las autoridades y la ciudadanía frente a esta pandemia».

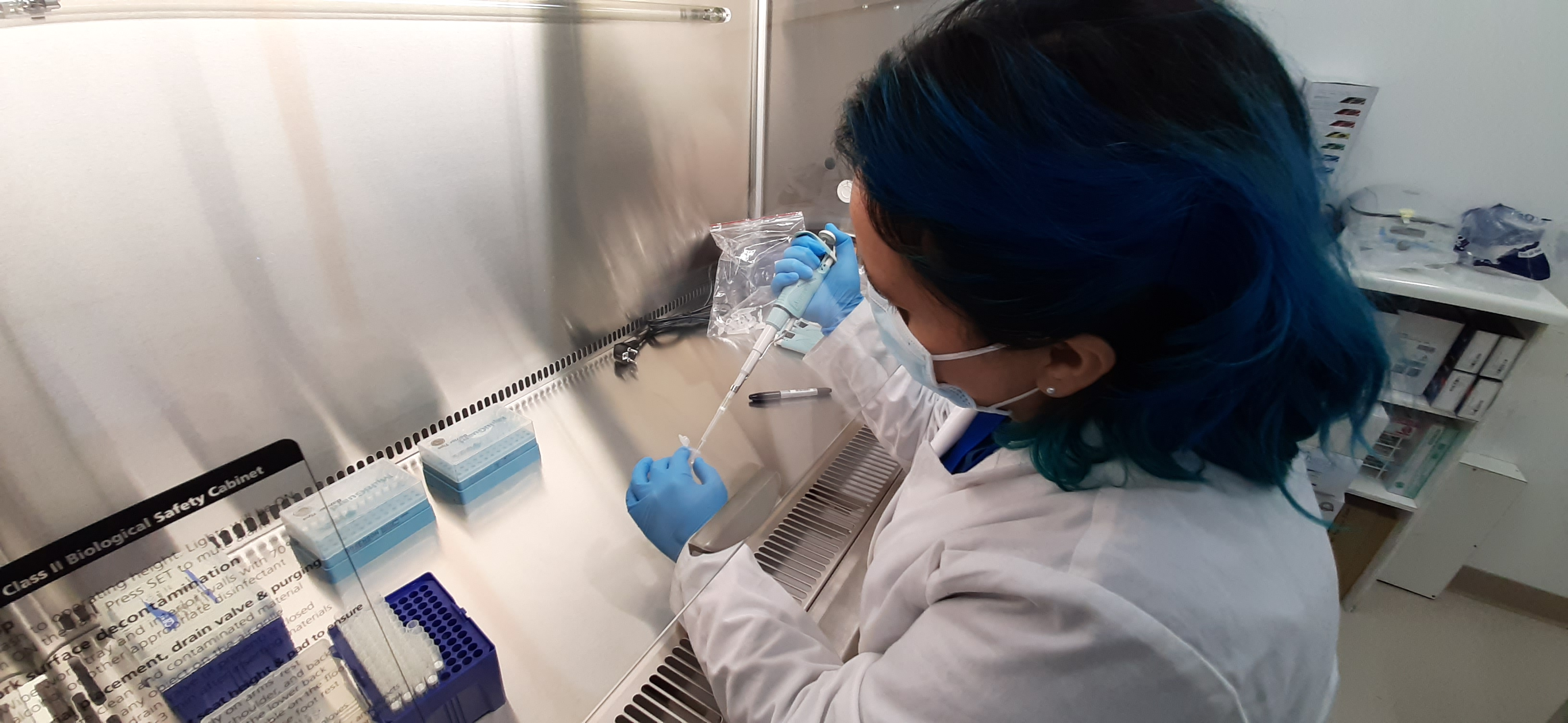
Equipos de COVID-19 donados por el OIEA en el Hospital Claudio Vicuña (6 de julio de 2020)

El 24 de marzo se designó al ministro Couve como cabeza de la mesa, y al día siguiente se celebró la primera reunión de esta mesa, que contó con representantes del Departamento de Epidemiología del Ministerio de Salud, del Departamento de Estadísticas e Información de Salud, y con los especialistas en ciencia de datos. También contó con la colaboración de investigadores de la Universidad de Chile, de la Pontificia Universidad Católica de Chile y de los centros Instituto Milenio Fundamento de los Datos, el Centro de Modelamiento Matemático, el Instituto de Sistemas Complejos de la Ingeniería, el Centro Interdisciplinario de Neurociencia de Valparaíso y la Fundación Ciencia y Vida.
La información sobre los casos positivos procede desde las fichas clínicas de los pacientes, y estos están resguardados por ley como información confidencial; esto dificulta la liberación de la información clínica necesaria para el desarrollo de mejores herramientas estadísticas.
El 30 de abril de 2020 se publicó un artículo que señalaba que existen grandes deficiencias en las políticas públicas chilenas que permitan una transparencia en las bases de datos de salubridad pública, imposibilitando la labor de la investigación y contención del virus en el país. El mismo día, el Instituto Milenio Fundamento de los Datos suspendió su participación en la mesa de datos debido a «la falta, hasta ahora, de información abierta de datos de salud que permitan hacer el trabajo comprometido». Esta salida ha llevado a hablar de un «quiebre» en la mesa de datos; el ministro Couve ha insistido en que no existe tal quiebre y que se han hecho injustas acusaciones al proceso de trabajo.

#### Datos
La información proporcionada por el Minsal y el MinCTCI fue en un momento tildada de ser un copy-paste de la base de datos del otro desde un formato PDF a uno CSV. Actualmente, el repositorio de datos se halla en uno de GitHub. La base de datos, actualizada diariamente, se halla organizada en 28 paquetes de datos que organizan la información según zona geográfica, edad y estado del paciente, entre otros.
La página web Sigue Covid propone una visualización de los datos epidemiológicos y de vacunación a partir de los datos de MinCiencia.

#### Proyecciones y estimaciones
Durante los meses de la enfermedad en Chile, diferentes proyecciones y estimaciones han sido publicadas en los medios de prensa.

### Educación
Desde el 16 de marzo de 2020 y durante dos semanas, el Ministerio de Salud canceló totalmente las clases presenciales en jardines infantiles y establecimientos de educación básica, media y superior, y pidió utilizar los recursos digitales disponibles en la plataforma del Mineduc. Además, un número importante de universidades decidió tomar la misma medida y emprender las clases de manera virtual. El ministro de Educación, Raúl Figueroa, anunció que a causa del coronavirus la suspensión de las clases de los niveles preescolar y escolar se extendería durante las dos primeras semanas de abril y que, desde el 13 hasta el 24 de abril de 2020, se adelantarían las vacaciones de invierno. El 23 de abril el Mineduc informó que la vuelta a las clases presenciales ocurrirá cuando las condiciones sanitarias lo permitan, y dio a conocer un nuevo canal de televisión abierta llamado TV Educa Chile para promover la educación a distancia.

### Economía

#### Precio de la vivienda
El impacto socioeconómico de la pandemia en algunos indicadores económicos nacionales, como la tasa de desempleo y el Indicador Mensual de Actividad Económica (IMACEC), provocó un efecto directo a la baja en el precio de la vivienda en Chile, así como en otras propiedades en el país, principalmente debido al aumento de la oferta al haber una disminución en la compra de propiedades.

#### Precio de los combustibles
El precio tanto de la bencina como del diésel ha experimentado una baja en su valor a nivel nacional, de manera consecutiva e ininterrumpida desde marzo de 2020.
Luego de esto se han registrado alzas en los combustibles por al menos 32 semanas desde el fin de año 2020. 

### Política

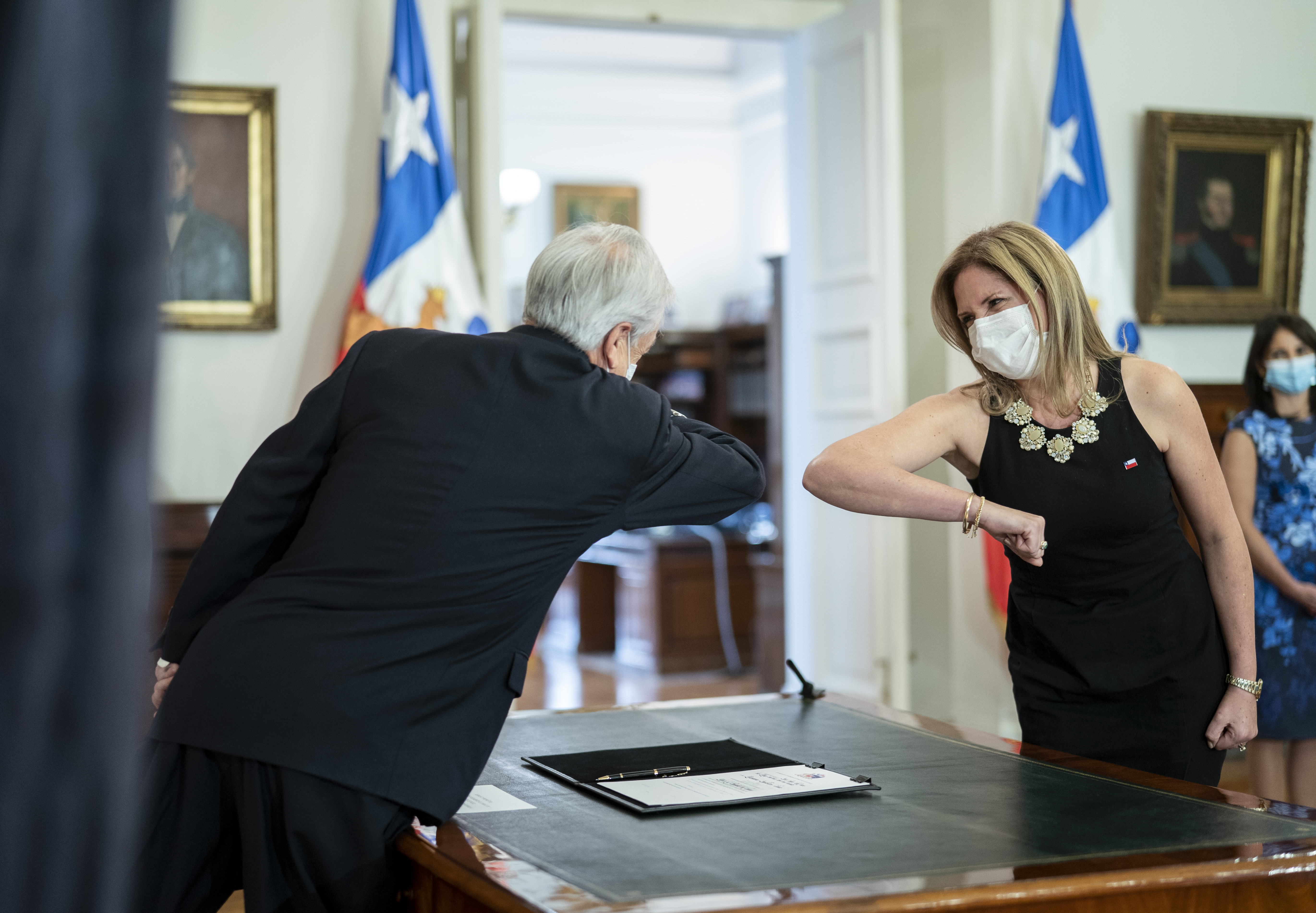
Macarena Santelices saluda con los codos a Sebastián Piñera durante su juramento como ministra de la Mujer y la Equidad de Género (6 de mayo de 2020)

El 17 de marzo de 2020 un grupo de diputados de Chile Vamos presentó un proyecto para suspender indefinidamente la realización del plebiscito sobre la nueva Constitución hasta superar la crisis sanitaria. El 18 de marzo un grupo de senadores presentó un proyecto de ley de modificación constitucional para posponer la fecha del plebiscito al 6 de septiembre, mientras que la elección de convencionales constituyentes se realizaría el 13 de diciembre. Por otra parte, ese mismo día los senadores Alejandro Navarro y Carlos Bianchi Chelech presentaron otro proyecto para postergar la fecha del plebiscito para el 18 de octubre. Finalmente, el 19 de marzo de 2020 los partidos políticos con representación en el Congreso Nacional acordaron modificar el calendario electoral y postergar el plebiscito para el domingo 25 de octubre de 2020. De la misma forma, las elecciones primarias de alcaldes y gobernadores regionales fueron pospuestas para el 29 de noviembre; las elecciones de alcaldes, concejales, gobernadores regionales y convencionales constituyentes fueron aplazadas al 4 de abril de 2021 y la eventual segunda vuelta de gobernadores quedó fijada para el 2 de mayo de 2021.

#### Papel de la oposición
El 10 de junio de 2020 y desde la vocería del Frente Amplio, la excandidata presidencial Beatriz Sánchez acusó al ministro Jaime Mañalich de tener una estrategia «errática» para manejar la pandemia del coronavirus en Chile. El 12 de junio siguiente, junto con la vicepresidenta del PDC Carmen Frei y las diputadas Carmen Hertz (PC) y Maya Fernández (PS), Sánchez firmó una carta pública que cuestiona el control sanitario que ha tenido el segundo gobierno de Sebastián Piñera durante la crisis de salud, y exigió la renuncia inmediata del ministro del Minsal, Jaime Mañalich, sosteniendo que:

El actual líder –Mañalich– se solaza con sus palabras, y cuestiona a periodistas e ironiza, cientos de personas sufren la pérdida de sus seres queridos, no pudiendo despedirlos en paz, padeciendo el colapso del sistema hospitalario y contrastando su dolor con la soberbia de un ministro al que se le acabó su tiempo. No podemos seguir alentando la impunidad respecto a quienes han tomado decisiones que están generando dolor, sufrimiento y muerte en Chile.
Frei, Hertz, Sánchez y Fernández.

### Transporte

#### Vuelos
Desde el 18 de febrero de 2020, la autoridad sanitaria en el aeropuerto Arturo Merino Benítez de Santiago comenzó a realizar procedimientos de control por el COVID-19. Desde el 2 de marzo de 2020 se comenzó a exigir a los pasajeros que llegaban a Chile que firmaran una declaración jurada indicando cuáles habían sido los lugares que habían visitado en los últimos 30 días. El 18 de marzo de 2020 se anunció el cierre de las fronteras aéreas del país, imposibilitando los vuelos internacionales. El Ministerio de Relaciones Exteriores de Chile y las aerolíneas Jetsmart, LATAM y Sky trabajan en el regreso de los ciudadanos chilenos varados en el extranjero. Al 10 de abril, solo el 5 % de los vuelos en el país se ha llevado a cabo.
Un ejemplo de falta rigurosidad causó el chileno que viajó a Temuco contagiado, exponiendo a más de 27 personas.

#### Transporte público

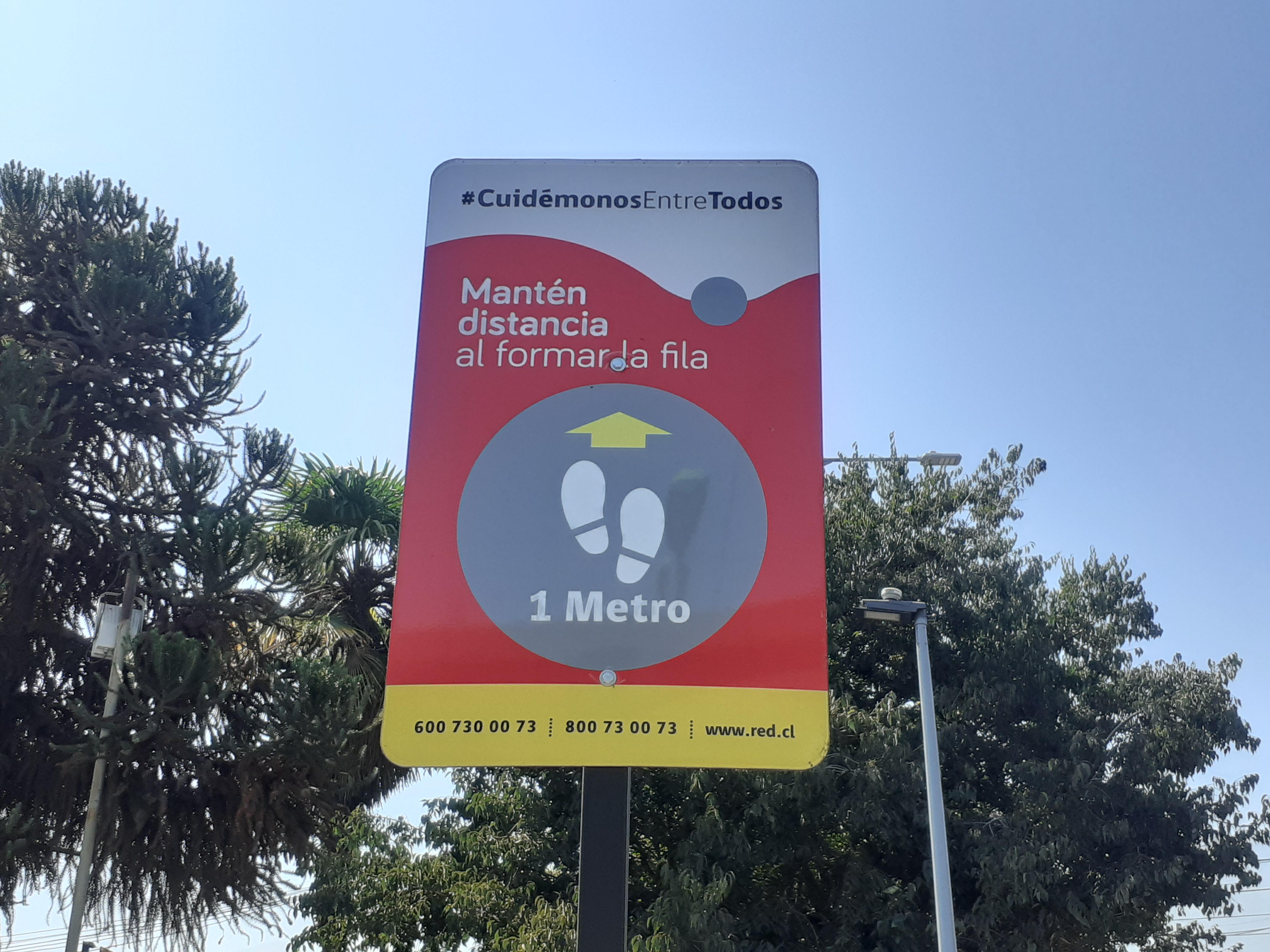
Letrero instalado en un paradero del transporte público solicitando distanciamiento físico.

El 23 de marzo de 2020 se indicó que, durante la pandemia del Covid-19, los buses Red operarán entre las 5:30 y las 22:00. Metro de Santiago tendrá sus estaciones abiertas entre las 06:30 y las 19:30, mientras que el Tren Nos-Estación Central lo hará entre las 06:30 y las 20:00. El Tren Rancagua-Estación Central circulará entre las 6:00 y las 18:30 desde Rancagua y entre las 07:10 y las 19:00 en Santiago. El Corto Laja operará hasta las 19:48 desde estación Mercado y el Regional Victoria-Temuco hasta las 16:45. Metro de Valparaíso operará entre las 06:30 y las 19:00. Debido a la cuarentena decretada en Temuco y Padre Las Casas, el servicio Regional Victoria-Temuco fue suspendido el 29 de marzo. Además, los servicios del Biotrén fueron modificados para no detenerse en las siete estaciones de la comuna de San Pedro de la Paz.
Desde el 1 de abril de 2020, y progresivamente, comenzaron a instalarse controles sanitarios en todos los terminales de buses del país, lo que ha implicado el registro sanitario y control de síntomas a los pasajeros, además de contar con un permiso temporal para cruzar por las barreras sanitarias entre regiones. Desde el 7 de abril de 2020 ha sido obligatorio utilizar mascarillas en cualquier sistema de transporte público y privado en todo Chile.

### Eventos masivos
Todos los eventos masivos, es decir, con una participación de más de 50 personas en espacios abiertos o con más de 20 personas en espacios cerrados, fueron suspendidos, postergados o cancelados. El 2 de marzo de 2020 se canceló la CRU World Copper Conference en Santiago, la reunión anual más grande de mineros de cobre en el mundo, que se había programado entre el 23 y el 27 de dicho mes, debido a las preocupaciones sobre los riesgos de viaje asociados con el brote de coronavirus. Las ceremonias de matrimonios en Chile fueron suspendidas hasta que se implementó el Plan Paso a Paso, que dispuso una serie de restricciones dependiendo la fase en la que se encontraba la comuna, cayendo la celebración de bodas en un 36 % durante 2020 en relación con el año anterior.
Los eventos masivos —como el festival musical Lollapalooza (programado entre el 27 y el 29 de marzo de 2020) y la XII Feria Internacional del Aire y del Espacio (programada entre el 31 de marzo y el 5 de abril de 2020)— fueron preventivamente suspendidos. En su momento, el gobierno chileno había asegurado la realización del plebiscito constitucional el 26 de abril de 2020 bajo medidas sanitarias de resguardo. Sin embargo, esta decisión fue revertida por las autoridades, quienes aplazaron la fecha para el domingo 25 de octubre del mismo año.
Los torneos de fútbol en Chile se encuentran interrumpidos desde el 15 de marzo de 2020, cuando se anunció la suspensión de todas las categorías del Fútbol Joven y, a partir del día 18, de los campeonatos de Primera División, Primera B, Segunda División y Primera División Femenina. El fútbol de la Primera División y Primera B se retomó el 29 de agosto. La actividad hípica está cancelada desde el 23 de marzo de 2020, cuando se corrió la última carrera en el Valparaíso Sporting. También se confirmó la suspensión de la Parada Militar, que se lleva a cabo el 19 de septiembre en el Parque O'Higgins, siendo reemplazada por un evento más pequeño en la Escuela Militar.
El 10 de noviembre de 2020 se confirmó la cancelación del Festival Internacional de la Canción de Viña del Mar para 2021 siendo por primera vez en la historia que no se realizó el festival debido a la crisis sanitaria a nivel mundial.

## Opinión pública
| ¿Es la COVID-19 una preocupación principal en su país? (Ipsos) | ¿Es la COVID-19 una preocupación principal en su país? (Ipsos) | ¿Es la COVID-19 una preocupación principal en su país? (Ipsos) | ¿Es la COVID-19 una preocupación principal en su país? (Ipsos) | ¿Es la COVID-19 una preocupación principal en su país? (Ipsos) | ¿Es la COVID-19 una preocupación principal en su país? (Ipsos) | ¿Es la COVID-19 una preocupación principal en su país? (Ipsos) | ¿Es la COVID-19 una preocupación principal en su país? (Ipsos) | ¿Es la COVID-19 una preocupación principal en su país? (Ipsos) | ¿Es la COVID-19 una preocupación principal en su país? (Ipsos) | ¿Es la COVID-19 una preocupación principal en su país? (Ipsos) | ¿Es la COVID-19 una preocupación principal en su país? (Ipsos) |
| 2020                                                           | 2020                                                           | 2020                                                           | 2020                                                           | 2021                                                           | 2021                                                           | 2022                                                           | 2022                                                           | 2023                                                           | 2023                                                           | 2024                                                           | 2024                                                           |
| OpciónMes                                                      | Muestra                                                        | Sí                                                             | Ref(s).                                                        | Sí                                                             | Ref.                                                           | Sí                                                             | Ref.                                                           | Sí                                                             | Ref.                                                           | Sí                                                             | Ref.                                                           |
| -------------------------------------------------------------- | -------------------------------------------------------------- | -------------------------------------------------------------- | -------------------------------------------------------------- | -------------------------------------------------------------- | -------------------------------------------------------------- | -------------------------------------------------------------- | -------------------------------------------------------------- | -------------------------------------------------------------- | -------------------------------------------------------------- | -------------------------------------------------------------- | -------------------------------------------------------------- |
| Enero                                                          | —                                                              | —                                                              | —                                                              | 40%                                                            | [ 141 ]                                                        | 22%                                                            | [ 142 ]                                                        | 5%                                                             | [ 143 ]                                                        | 2%                                                             | [ 144 ]                                                        |
| Febrero                                                        | —                                                              | —                                                              | —                                                              | 44%                                                            | [ 145 ]                                                        | 24%                                                            | [ 146 ]                                                        | 4%                                                             | [ 147 ]                                                        | 2%                                                             | [ 148 ]                                                        |
| Marzo                                                          | —                                                              | —                                                              | —                                                              | 30%                                                            | [ 149 ]                                                        | 15%                                                            | [ 150 ]                                                        | 4%                                                             | [ 151 ]                                                        | 2%                                                             | [ 152 ]                                                        |
| Abril                                                          | —                                                              | 65%                                                            | [ 153 ]                                                        | 53%                                                            | [ 154 ]                                                        | 8%                                                             | [ 155 ]                                                        | 3%                                                             | [ 156 ]                                                        | 2%                                                             | [ 157 ]                                                        |
| Mayo                                                           | —                                                              | 61%                                                            | [ 158 ]                                                        | 40%                                                            | [ 159 ]                                                        | 7%                                                             | [ 160 ]                                                        | 2%                                                             | [ 161 ]                                                        | —                                                              | —                                                              |
| Junio                                                          | 500                                                            | 65%                                                            | [ 162 ] [ 163 ]                                                | 40%                                                            | [ 164 ]                                                        | 9%                                                             | [ 165 ]                                                        | 2%                                                             | [ 166 ]                                                        | —                                                              | —                                                              |
| Julio                                                          | 500                                                            | 61%                                                            | [ 167 ] [ 163 ]                                                | 34%                                                            | [ 168 ]                                                        | 7%                                                             | [ 169 ]                                                        | 2%                                                             | [ 170 ]                                                        | —                                                              | —                                                              |
| Agosto                                                         | 501                                                            | 50%                                                            | [ 171 ] [ 172 ]                                                | 26%                                                            | [ 173 ]                                                        | 5%                                                             | [ 174 ]                                                        | 1%                                                             | [ 175 ]                                                        | —                                                              | —                                                              |
| Septiembre                                                     | 501                                                            | 45%                                                            | [ 176 ] [ 177 ]                                                | 19%                                                            | [ 178 ] [ 179 ]                                                | 7%                                                             | [ 180 ]                                                        | 1%                                                             | [ 181 ]                                                        | —                                                              | —                                                              |
| Octubre                                                        | 501                                                            | 35%                                                            | [ 182 ] [ 183 ]                                                | 19%                                                            | [ 184 ]                                                        | 3%                                                             | [ 185 ]                                                        | 1%                                                             | [ 186 ]                                                        | —                                                              | —                                                              |
| Noviembre                                                      | 501                                                            | 31%                                                            | [ 187 ] [ 183 ]                                                | 18%                                                            | [ 188 ]                                                        | 4%                                                             | [ 189 ]                                                        | 1%                                                             | [ 190 ]                                                        | —                                                              | —                                                              |
| Diciembre                                                      | 500                                                            | 40%                                                            | [ 191 ] [ 192 ]                                                | 16%                                                            | [ 193 ]                                                        | 4%                                                             | [ 194 ]                                                        | 1%                                                             | [ 195 ]                                                        | —                                                              | —                                                              |